# آنجا که خورشید نمی‌تابد
آنجا که خورشید نمی‌تابد (ایتالیایی: Là dove non batte il sole) که در کشورهای انگلیسی‌زبان با نام غریبه و هفت‌تیرکش (انگلیسی: The Stranger and the Gunfighter) و همچنین پول خون (انگلیسی: Blood Money) اکران شد، یک فیلم کمدی وسترن اسپاگتی رزمی به کارگردانی آنتونیو مارگریتی است که در سال ۱۹۷۴ منتشر شد.

## گزیدهٔ بازیگران
- لی وان کلیف
- لو لیه
- پتی شپرد
- فمی بنوسی
- اریکا بلانک
- پل کاستلو
- مانوئل د بلاس
- آنیتا فارا
- لو وی
- ریکاردیو پالاسیوس
- ژرژ ریگاد
- یوئن چیانگ-یان